# Clive Alexander Brewster-Joske
Clive Alexander Brewster-Joske, avstralski častnik, vojaški pilot in letalski as, * oktober 1896, Fidži, † 1947.  	
Stotnik Brewster-Joske je v svoji vojaški karieri dosegel 8 zračnih zmag.

## Odlikovanja
- Military Cross (MC)